# Sauris elaica
Sauris elaica là một loài bướm đêm trong họ Geometridae.